# John Funch
Johan (John) Henrik Leopold Funch, född den 21 juni 1865 i Finnerödja församling, Skaraborgs län, död den 4 februari 1932 i Linköping, var en svensk militär.  
Funch blev underlöjtnant vid Västgötadals regemente 1886, löjtnant där 1894 och vid Hallands regemente 1902, kapten där 1906 och major vid Södra skånska infanteriregementet 1912. Han övergick som sådan till regementets reserv och befordrades till överstelöjtnant i armén 1920, varefter han blev överkontrollör vid brännvins- och maltdryckstillverkningen i Kristianstads län. Funch blev riddare av Svärdsorden 1906.